# Mahavatar Babaji
Mahavatar Babaji là tên của một nhà yogi người Ấn Độ và là một thánh nhân đối với Lahiri Mahasaya và một vài đệ tử của ông người đã gặp Mahavatar Babaji vào khoảng giữa năm 1861 và 1935. Một vài cuộc gặp này đã được miêu tả bởi Paramahansa Yogananda trong cuốn sách Autobiography of a Yogi
(Tự truyện của một Yogi) của ông, bao gồm cả một cuộc gặp gỡ của chính Yogananda với Mahavatar Babaji. Một cuộc gặp khác cũng được miêu tả bởi Sri Yukteswar Giri trong cuốn sách The Holy Science của ông. Tất cả những cuộc gặp này, cùng với một số cuộc gặp Mahavatar Babaji khác, được mô tả lại trong các cuốn tự truyện khác nhau đề cập bởi Yogananda.
Tên thật và năm sinh của Mahavatar Babaji không ai biết, do đó những người gặp ông trong giai đoạn đó gọi ông bằng danh hiệu mà Lahiri Mahasaya gọi ông. ‘Mahavatar’ nghĩa là ‘avatar vĩ đại’, và ‘Babaji’ đơn giản chỉ có nghĩa là ‘cha đáng kính’. Một số cuộc gặp khác có thêm 2 nhân chứng hoặc nhiều hơn — thảo luận giữa những người đã gặp Mahavatar Babaji cho thấy là họ đều gặp cùng một người.

## Gặp gỡ với Mahavatar Babaji, 1861-1935

### Lahiri Mahasaya
Cuộc gặp đầu tiên với Mahavatar Babaji là vào năm 1861, khi Lahiri Mahasaya được chuyển đến Ranikhet trong công việc như là một nhân viên kế toán cho chính quyền Anh. Một ngày đang đi dạo trên những dãy đồi phía bên trên Ranikhet, ông nghe một tiếng gọi tên ông. Theo tiếng gọi ông leo lên núi, và nơi đó ông gặp một vị "sadhu cao, tỏa ra vẻ linh thiêng." Ông rất ngạc nhiên khi vị sadhu đó biết tên của ông. Vị sadhu này là Mahavatar Babaji.
Mahavatar Babaji nói với Lahiri Mahasaya rằng ông là Guru trong kiếp sống trước, sau đó khai tâm ông vào con đường Kriya Yoga, và hướng dẫn cho Lahiri khai tâm người khác. Lahiri muốn ở lại với Mahavatar Babaji, người bảo với ông rằng ông phải quay lại thế giới để giảng dạy Kriya Yoga, và rằng "Kriya Yoga sadhana sẽ lan ra khắp mọi người trên thế giới thông qua sự hiện diện của ông (của Lahiri) trong thế giới."
Lahiri Mahasaya kể rằng Mahavatar Babaji không khai ra tên hay ngọn nguồn của ông, do vậy Lahiri là gọi ông với danh hiệu "Mahavatar Babaji." Nhiều sadhu ở Ấn Độ được gọi là Babaji, và đôi khi "Babaji Maharaj", tạo ra nhiều sự nhầm lẫn giữa Mahavatar Babaji và các sadhu khác có tên gọi tương tự.
Lahiri Mahasaya đã có nhiều cuộc gặp gỡ với Mahavatar Babaji, được kể lại trong một vài cuốn sách, bao gồm cả cuốn Autobiography of a Yogi
của Paramahansa Yogananda, Yogiraj Shyama Charan Lahiri Mahasaya (Lahiri’s biography), và Purana Purusha: Yogiraj Sri Shama Churn Lahiree, và các cuốn sách khác.

### Đồ đệ của Lahiri Mahasaya
Một vài đồ đệ của Lahiri Mahasaya cũng đã gặp Babaji. Thông qua bàn luận với nhau, và sự kiện là một số cuộc gặp này có hơn hai người làm nhân chứng, họ đều khẳng định là đã gặp cùng một vị mà Lahiri gọi là Mahavatar Babaji.
Vào năm 1894, tại vùng Kumbha Mela ở Allahabad, Sri Yukteswar Giri, một đồ đệ của Lahiri Mahasaya, đã gặp Mahavatar Babaji. Ông rất ngạc nhiên khi thấy có một sự giống nhau giữa Lahiri Mahasaya và Mahavatar Babaji. Một số người khác đã gặp Babaji cũng nhận xét về sự giống nhau này. Chính tại buổi gặp này mà Mahavatar Babaji đã hướng dẫn Sri Yukteswar viết ra cuốn sách sau này trở thành Kaivalya Darshanam, hay The Holy Science (Khoa học Thần linh). Sri Yukteswar gặp thêm hai lần nữa với Mahavatar Babaji, trong đó có lần có sự hiện diện của Lahiri Mahasaya.
Swami Pranabananda Giri, một đồ đệ khác của Lahiri Mahasaya, cũng đã gặp Mahavatar Babaji trong sự hiện diện của Lahiri Mahasaya, tại nhà của Lahiri. Pranabananda hỏi Mahavatar Babaji về tuổi tác của ông ta. Mahavatar Babaji trả lời là ông vào khoảng 500 tuổi vào thời điểm đó.
Swami Keshabananda Giri, một đồ đệ của Lahiri Mahasaya, kể về cuộc gặp Mahavatar Babaji tại dãy núi gần Badrinath vào khoảng 1935, sau khi ông đi lạc trong các dãy núi. Tại cuộc gặp đó, Pranabananda kể rằng Babaji đã gửi ông lời nhắn đến Yogananda, rằng "Ta sẽ không gặp cậu ta vào dịp này, như là cậu ta đang nóng lòng hy vọng; nhưng ta sẽ gặp cậu ta vào một dịp khác."
Các đồ đệ khác của Lahiri Mahasaya kể là đã gặp Mahavatar Babaji bao gồm Swami Kebalananda Giri và Ram Gopal Muzumdar, người kể rằng đã gặp Mahavatar Babaji và chị của ông ta, mà ông gọi là Mataji. Thêm vào đó, một phụ nữ đồ đệ của Trailanga Swami, Shankari Mata (cũng còn gọi là Shankari Mai Jiew) cũng gặp Mahavatar Babaji khi viếng thăm Lahiri Mahasaya.

## Truyền thuyết về Mahavatar Babaji
Những quyền năng chỉ tồn tại trong truyền thuyết và độ tuổi vài trăm đã được gắn liền với Mahavatar Babaji—bởi những đồ đệ của Lahiri Mahasaya, và bởi những câu chuyện khác không kiểm chứng được kể lại trong thời hiện đại. Những câu chuyện này đã làm nhiều người tin rằng Mahavatar Babaji chỉ là một nhân vật truyền thuyết, hơn là một vị sadhu thực sự được nhìn thấy bởi nhiều nhân chứng trong giai đoạn 1861-1935.
Paramahansa Yogananda, trong Tự truyện (Autobiography), miêu tả vai trò của Mahavatar Babaji trên trái đất này:
Vị Mahavatar luôn luôn liên lạc với Christ; cùng lúc họ gửi đi những rung động của redemption, và đã dự tính trước những phương pháp tâm linh cho việc giải thoát của thời đại này. Công việc của hai vị thầy đã khai sáng hoàn toàn này là để khuyên can các quốc gia từ bỏ các cuộc chiến tự sát, các hận thù giữa các giống dân, chiến tranh chia rẽ vì tôn giáo, và sự độc hại xoay vòng của chủ nghĩa vật chất. Babaji biết trước xu hướng của thế giới hiện đại, đặc biệt là ảnh hưởng và sự phức tạp của nền văn minh phương Tây, và nhận ra sự cần thiết của việc quảng bá sự tự giải thoát dựa vào yoga một cách cân bằng ở phương Tây cũng như phương Đông.
Thêm vào đó, Babaji được cho là không có tuổi, theo một số người khác, thì vào khoảng 500 tuổi vào cuối những năm 1800, theo như Swami Pranabananda. Yogananda kể rằng, theo như những đồ đệ của Lahiri Mahasaya, không ai biết rõ tuổi tác của Babaji, gia đình, nơi sinh, tên thật, và những chi tiết khác.

### Mahavatar Babaji as Krishna
Lahiri Mahasaya wrote in his diary that Mahavatar Babaji was Lord Krishna.
Two disciples of Paramahansa Yogananda report that he also stated Mahavatar Babaji was Krishna in a former lifetime. Yogananda also frequently prayed out loud to "Babaji-Krishna."